# Tara Duncan (libros)
Tara Duncan es una serie de novelas de fantasía creada por la autora francesa Sophie Audouin-Mamikonian. Presenta las aventuras de la heroína Tara Duncan, una adolescente con dones. Aventuras que se desarrollan tanto en la Tierra como en OtroMundo, el planeta mágico.

## Argumento
La serie ha tenido un gran éxito comercial, alcanzando los 100.000 ejemplares por volumen, y encabezando regularmente las listas de ventas de literatura juvenil en Francia. Se ha traducido a diecinueve idiomas y se ha distribuido en veintisiete países.
Tara Duncan se adaptó a una serie de animación en 2010 y un videojuego en línea en 2011. La saga se adaptará a una nueva serie de animación, prevista para finales del año 2021. Esta nueva adaptación está supervisada por la autora.
La serie se sitúa entre las series de fantasía juvenil al mezclar los códigos de la fantasía heroica a través de las aventuras de Tara y sus amigos en un entorno inspirado en numerosos mitos y leyendas (como La Bella y la Bestia, dragones, elfos, etc.), con los de la fantasía espacial, que enfrenta los elementos de un maravilloso universo (mamagia, criaturas fantásticas) con los de la ciencia ficción (planetas, naves espaciales, etc.).

## Resumen

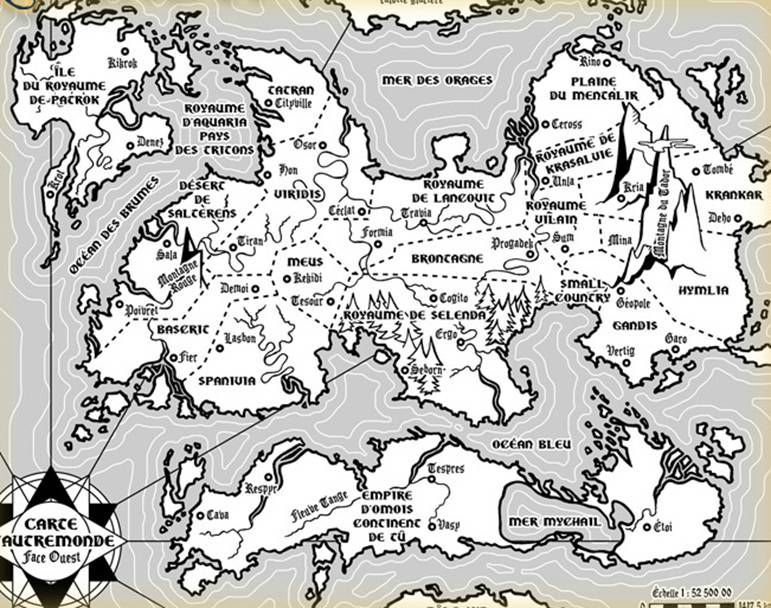
Mapa de la parte occidental de AutreMonde.

Criada por su abuela en el sur de Francia, Tara comparte un gran secreto con sus dos mejores amigos: tiene unos extraños poderes que le molestan más que nada y que no controla en absoluto. Su vida da un vuelco cuando descubre que su madre, a la que creía muerta, está prisionera en un planeta mágico llamado OtroMundo, y cuando el carcelero de su madre -Magister- intenta secuestrarla a ella también. Para garantizar su seguridad la envían a OtroMundo, donde descubre los orígenes de su familia y sus poderes, y conoce a amigos que le serán de gran valor en su lucha contra Magister y los demás enemigos que se interponen en su camino.

## Universo de la saga
OtroMundo es un planeta mágico inventado por Sophie Audouin-Mamikonian y en el que se desarrollan la mayoría de las aventuras de la serie Tara Duncan.
Es un mundo peligroso, poblado por varias razas inteligentes y una multitud de animales y plantas, todos influenciados por la magia.
En la saga, se especifica que OtroMundo está dividida en siete estaciones. Un año se divide en catorce meses. La mayoría de los nombres de lugares, plantas y animales son juegos de palabras. Los libros hacen hincapié en la dinámica geopolítica del planeta. 
OtroMundo y la Tierra están conectados por puertas de transferencia. Estos últimos utilizan un método de teletransporte, como suele ocurrir en los universos de ciencia ficción.
OtroMundo fue la primera piedra de la saga, imaginada antes que los personajes y las tramas que señala la serie de libros14.Este enfoque de la creación de un mundo imaginario (construcción de mundos) es similar al de J.R.R. Tolkien y la preponderancia del universo de la Tierra Media sobre las tramas que allí se desarrollan, o al de H.P. Lovecraft. Esta creación de mundos permite que la saga y sus adaptaciones propongan un universo transmedia, donde cada medio propone un punto de entrada diferente y único al universo.

### La magia

#### Los Conjuradores
Así se designa a los individuos capaces de practicar la magia. Existen varios rangos de hechiceros como los Magos, los Altos Magos y los Primeros Hechiceros ,que son los estudiantes bajo la supervisión de los Altos Magos. Los magos se especializan según sus habilidades y las necesidades de sus empleadores. Todos los Conjuradores y altos magos están sujetos a la autoridad del Gran Consejo, cuyas decisiones tienen prioridad sobre las leyes de las naciones y los reinos.
Aquellos que rechazan la autoridad de este consejo son llamados Semchanachs. Si causan daño a los habitantes de la Tierra o del OtroMundo, los elfos cazadores tienen la tarea de expulsarlos. Los Semchanachs son los enemigos contra los que tienen que luchar Tara, Sparrow y Cal en la serie de animación estrenada en 2010.

#### Las Mascotas
Las mascotas son animales que forman un vínculo especial con el hechicero que elijan. Este vínculo permite al hechicero comunicarse fácilmente con su animal, que se convierte en su compañero diario y en un miembro de su familia. Los vínculos suelen ser tan fuertes que si uno muere, el otro no sobreviviría.

## Saga literaria

### Primer ciclo:Tara Duncan
El primer ciclo de la saga comprende doce volúmenes. El lector acompaña a Tara en sus aventuras desde los doce hasta los veinte años.

#### Volumen 1: Tara Duncan, The Spellbinders (2003)
La trama de la primera novela presenta a Tara, que lleva una vida pacífica y ordinaria en la Tierra. Esta vida tranquila cambia bruscamente cuando Magister intenta secuestrar a Tara Duncan. Se ve impulsada al mágico OtroMundo, el planeta del que es originaria pero del que no sabe nada, mientras sus poderes se niegan a obedecerla. En busca de su madre, cautiva del Magister desde hace diez años, hace muchos amigos que la ayudarán en su búsqueda. Del Limbo a Omois, pasando por la Fortaleza Gris, guarida de Magister, tendrán que enfrentarse juntos a las tramas del Maestro de las Sangres.

## Personajes

### Personajes principales
- Tara'tylanhnem T'al Barmi Ab Santa Ab Maru T'al Duncan, conocida como Tara Duncan

La heroína de la serie, tiene doce años al comienzo de sus aventuras. Se caracteriza por su carácter obstinado y valiente. Criada por una abuela distante y muy ocupada, es muy independiente. A pesar de la ausencia de sus padres, que han muerto, pasa una infancia tranquila en Tagon, un pequeño pueblo ficticio del suroeste de Francia. En OtroMundo, se distingue por unos poderes especialmente impresionantes, que sólo consigue controlar con gran dificultad. El lector la acompaña en su descubrimiento gradual del mundo mágico y sus códigos, que aprende a descifrar a lo largo del libro. Es valiente, ingeniosa, leal y le cuesta aceptar órdenes.
Se distingue físicamente por su pelo rubio con un mechón blanco sobre la frente, sus ojos azul marino y su fuerte mentón. Su familiar es un pegaso llamado Galant. Al final del volumen 2, el lector se entera de que es la heredera del Imperio de Omois, hija del anterior emperador, Danviou T'al Barmi Ab Santa Ab Maru, que huyó de sus responsabilidades
- Caliban Dal Salan, conocido como Cal

Cal es Primero Conjugador al Castillo Viviente, el palacio real del reino de Lancovit, y un aprendiz Ladrón Patentado en la Academia de los Ladrones Patentados en Lancovit. Es el benjamín de una familia de cinco hijos. Es fan del cine de la Tierra, especialmente de James Bond, y de Shakira. Le encanta bromear y está acompañado de su Animal Guardián, Blondin un zorro rojo. Debajo sus apariencias de holgazán codicioso, es extremadamente competente. Es el primer amigo que Tara encuentra en  OtroMundo y uno de sus más leales  aliados.
- Gloria Daavil, conocida como Sparrow

Mejor amiga de Tara, Sparrow es una chica muy dulce y tartamuda. Es También es descendiente de la Bestia, de la leyenda de la Bella y la Bestia, lo que la permite transformarse en una impresionante bestia a voluntad, y es una de las princesas de Lancovit, sobrina de la pareja real. Influenciada por sus padres, que son eruditos, es una auténtica enciclopedia de la historia, de las costumbres y de las lenguas de OtroMundo. Está acompañada de su Animal Guadián, Sheeba, una pantera palateada.
- Robin M'angil

Primero Conjugador en el reino del Lancovit, es ante todo halfling. Es hijo de T'andilus M'angil, elfo y responsable de los ejércitos del Lancovit, y de Mévora, humana e investigadora. Es un talentoso arquero y un excelente lachador, con reflejos sobrehumano en su herencia élfica. También es muy romántico y un poco torpe. Sufre de acoso en un entorno racista y no se siente muy cómodo con su condición de mestizo, ya que no está aceptado ni como un elfo ni como un humano. Cal adora el taquiner, aprovechando que le cuesta ocultar sus emociones.
- Fabrice de Besois-Giron

Amigo de infancia de Tara, es el hijo del guardián de la puerta de transferencia del pueblo de Tagon. Al haber sufrido las emanaciones de este último, desarrolló poderes mágicos a pesar de descender de una familia de personas que no practican la magia. Es el primer Besois-Giron que se hacerse Conjugador, pero sus poderes siguen siendo muy limitados. Le encanta jugar a las charades y es un chico sensible.
- Fafnir Forgeafeux

Enana pelirroja, hija de un jefe de clan, el equivalente a una princesa entre los enanos. Para su gran desesperación, es una poderosa Conjugatriz, aunque los enanos odian profundamente la magia. Guerrera feroz, nunca se separa nunca de sus preciadas hachas, a las que pone nombres. Su carácter impulsivo y belicoso no lo impide mostrar ternura y gran perspicacia.
- Magister

Maestro de los Sangraves, un grupo disidente opuesto a los dragones. Es un poderoso Conjugador y un formidable adversario de Tara, a que intenta secuestrar constantemente para acceder a los objetos demoníacos que codicia y que permanecen irremediablemente fuera de su alcance. Al igual que los demás Sangraves, lleva un túnica gris con un círculo rojo. Su rostro está oculto bajo una máscara brillante que cambia de color según sus humores. Aunque es el enemigo acérrimo de Tara, a veces le echa una mano. Es tanto terrifiant que divirtiendo.
Su identidad es el uno de los plus grandes misterios de la saga.

### Personajes secundarios
- Chemnashaovirodaintrachivu, conocido como Maestro Chem

El Maestro Chem es un dragón que suele aparecer como un viejo mago. Trabaja al servicio de Lancovit y ayuda a Tara y sus amigos desde el principio de sus aventuras.
- Lisbeth'tylanhnem T'al Barmi Ab Santa Ab Maru, conocida como Lisbeth

Emperatriz de Omois, Lisbeth es la tía de Tara. Al igual de su sobrina, tiene los ojos azul marino y el pelo rubio, cortado por la famoso mechón blanco de su dynastía. Lisbeth tiene bastante mal carácter y pierde la paciencia rápidamente ; puede ser despiadada. Sus poderes son muy fuertes y la convierten en una gobernante temida y respecta. También tiene la reputación de ser una de las mujeres más guapas del OtroMundo.
- Angelica Brandaud

Angélica es la Primera Ortográfica del Castillo Viviente de Lancovit. Tara le cae mal desde el primer momento en que se conocen y se presenta como una chica altiva. Tiene un papel ambiguo en la historia. Posee la Mano de la Luz.
- Xandiar

De la raza de los matones, es el jefe de la guardia del Palacio Imperial de Omois y responsable de la seguridad de la emperatriz y luego de Tara muy a su pesar. Aunque le cuesta lidiar con Tara y con todo el Magicgang, a quienes percibe como alborotadores, acaba formando una relación de admiración y respeto verdadera por la joven Heredera, que le ayudará y le dará muchos quebraderos de cabeza.

### Los Duncan
- Isabella Duncan

La abuela materna de Tara, Isabella es también una poderosa Conjugatriz, cuyo carácter inflexible es legendario. Su Animal Guardán era Mamna, un enorme tigre de Bengala. Viuda de Ménélas Tri Vranril, ha elevado Tara después del secuestro de Selena. Está a cargo de la vigilancia y captura de los Semchanachs en la Tierra.
- Manitou Duncan

Bisabuelo de Tara y padre de Isabella, obtuvo la inmortalidad gracias a un hechizo que, por desgracia, lo convirtió en un labrador. Simpático y muy goloso, es miembro honorario del Magicgang.

## Adaptaciones

### Dibujo animado (2010)
La serie, con 26 episodios de 22 minutos cada uno, se ha emitido en muchos países como en España en el canal Clan. 
Está prevista una nueva serie de animación para el año 2022. Esta serie de 52 episodios y 13 minutos de duración seguirá a Tara, Cal, Robin y Sparrow en OtroMundo, a diferencia de la primera adaptación que nunca presentó sus aventuras en el planeta mágico.

## El mundo de los fans
La saga literaria, aclamada por los lectores, ha dado lugar a una comunidad de fans, llamada Taraddicts, de la contracción de "Tara" y "addicts". El término Taraddict se refiere a los fans de Tara Duncan y, más ampliamente, de las obras de Sophie Audouin-Mamikonian y de la propia autora.

### Las creaciones de los fans
Como la mayoría de los fandoms, los Taradddicts han aprovechado las herramientas de la web para concebir y compartir sus producciones: webseries amateur, fanzines online, falsos documentales, falsos tráileres, webradio, foros de discusión, foros de RPG, fanfictions, fanarts....